# Rieux, Oise
Rieux là một xã thuộc tỉnh Oise trong vùng Hauts-de-France phía bắc nước Pháp. Xã này nằm ở khu vực có độ cao từ 27-109 mét trên mực nước biển. Dân số năm 2006 là 1601 người.